# Александрович, Анатолий Константинович
Анатолий Константинович Александрович (1922—2016) — советский и российский оперный и эстрадный певец; народный артист Российской Федерации (1995); один из исполнителей песни «В лесу прифронтовом».

## Биография
Родился 13 декабря 1922 года в Николаеве Украинской ССР в семье военных: отец — Александрович Константин Антонович, мать — Александрович Фаина Борисовна.
В 1926 году семья переехала в город Орёл на партийную работу. Здесь в 1927 году родители Анатолия развелись — отец женился во второй раз, а мальчик с матерью уехали в Курск, а в 1930 году — в Ленинград, куда она была направлена по партийной линии. В Ленинграде Александрович жил по 1938 год, до смерти матери. Затем он уехал к родственникам в Николаев, где окончил среднюю школу.
В 1941 году поступил в Московское военно-инженерное училище и в октябре этого же года был отправлен на фронт. Воевал в воздушно-десантных войсках на Донском, Сталинградском, Южном, Юго-Западном и 3-м Белорусском фронтах. В 1944 году под Кёнигсбергом был тяжело ранен и после ампутации ноги, в июле 1945 года, был демобилизован в звании гвардии капитана.
После демобилизации два года учился в Рязанском музыкальном училище, а затем — в Ленинградской консерватории, которую окончил в 1952 году по классу сольного пения. Начиная с четвёртого курса консерватории, Александрович пел в Театре оперы и балета им. Кирова. Был артистом «Ленконцерта». В 1951 году был участником Всемирного фестиваля молодёжи и студентов в Берлине, где получил звание лауреата и золотую медаль.
С 1990 года занимался педагогической деятельностью.
Умер 6 марта 2016 года в Санкт-Петербурге. Похоронен на кладбище Памяти жертв 9-го января.

## Семья
Жена — Лидия Васильевна Линькова (1925-2016), певица, педагог, Народная артистка РСФСР.

Дочь, внуки.

## Награды и звания
- Заслуженный артист РСФСР (1976)
- Народный артист Российской Федерации (1995)
- Был награждён орденами Красной Звезды и Отечественной войны I и II степеней, а также медалями, в числе которых «За оборону Сталинграда» и «За победу над Германией в Великой Отечественной войне 1941—1945 гг.».